# La storia della Principessa Splendente
La storia della Principessa Splendente (かぐや姫の物語?, Kaguya-hime no monogatari) è un film d'animazione del 2013 diretto da Isao Takahata, alla sua ultima regia.
Il soggetto è basato sull'antico racconto popolare giapponese Taketori monogatari (lett. "Il racconto di un tagliabambù"). Uscito a 14 anni di distanza dalla sua precedente regia, I miei vicini Yamada, il film è l'ultimo diretto da Takahata prima della sua morte, avvenuta nel 2018.
Il film è stato presentato in anteprima mondiale nel programma della Quinzaine des Réalisateurs del Festival di Cannes 2014. In Italia è stato presentato in anteprima nazionale al Lucca Comics & Games 2014 e distribuito nelle sale cinematografiche da Lucky Red dal 3 al 5 novembre 2014.
Benché abbia incassato al botteghino meno di quanto speso in produzione, ha ricevuto critiche e recensioni unanimemente positive ed è stato candidato ai Premi Oscar 2015 per il miglior film d'animazione.

## Trama

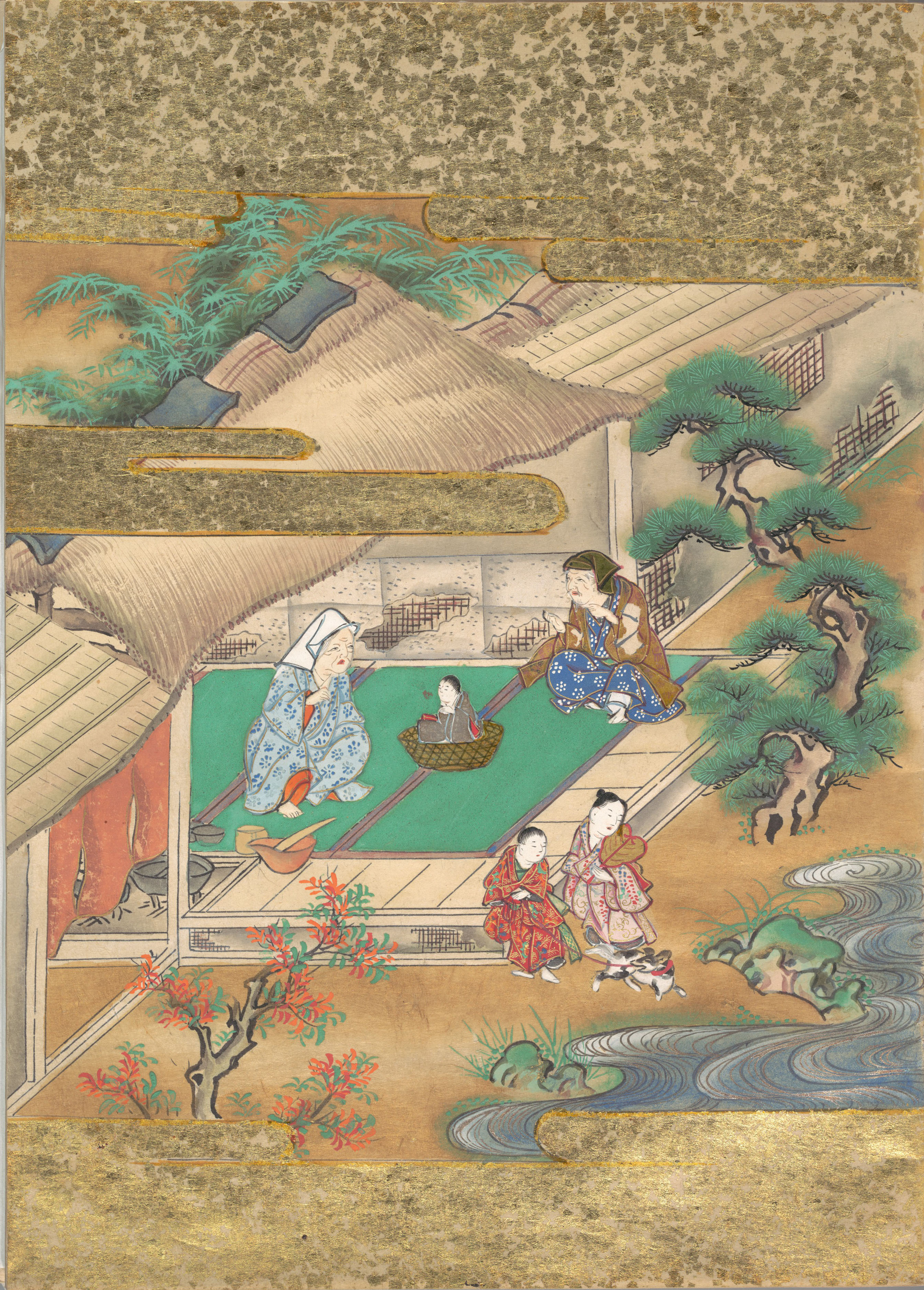
Dipinto del periodo Edo raffigurante l'anziano tagliatore di bambù, la moglie e Principessa Splendente

Un giorno di primavera un anziano tagliatore di bambù trova all'interno di un fusto di bambù una minuscola creatura luminosa dalle sembianze di una principessa. Quando l'uomo la mostra alla moglie, la creaturina si trasforma improvvisamente in una neonata e, siccome i due anziani coniugi non hanno figli, decidono di tenerla con loro dandole il nome di Principessa.
La strana bambina cresce molto rapidamente tanto da essere soprannominata dai ragazzi del villaggio "Gemma di bambù" per questa sua capacità di maturare repentinamente: in poche settimane riesce a camminare, a parlare e comincia ad aiutare l'anziano genitore nel suo lavoro.
Principessa si integra perfettamente nella vita dei campi e del villaggio imparandone i ritmi e cominciando ad amarli. Prosegue inoltre nella sua crescita prodigiosa, come se ogni nuova esperienza sviluppasse sia la sua mente che il suo corpo e nel corso dell'estate arriva ad assumere le sembianze di una ragazzina di una decina d'anni. Ha come senpai "fratellone" Sutemaru, un adolescente del villaggio che le fa da guida nella sua veloce infanzia.
Il tagliatore di bambù comprende fin dall'inizio che la sua Principessa ha origini soprannaturali e si prende cura di lei al meglio delle sue possibilità, ma quando ritrova in altre canne di bambù delle pepite d'oro e dei meravigliosi vestiti, capisce che il Cielo vuole che il destino di sua figlia non sia tra i contadini del villaggio ma tra gli sfarzi della capitale. Decide quindi di acquistare con l'oro una sontuosa residenza in città e comincia a preparare per Principessa quello che lui ritiene un futuro di felicità.
Con l'autunno Principessa, che ha ormai assunto le sembianze di un'adolescente, deve lasciare con tanto rimpianto la sua vecchia casa, il villaggio e tutti i suoi amici per recarsi con i genitori nella sua nuova residenza nella capitale. Le viene imposto il nuovo nome di "Principessa Splendente" e, circondata da servitori ed ancelle, è costretta ad imparare tutti i comportamenti aggraziati che una giovane nobile deve mantenere in società. La sua fama di fanciulla leggiadra oltre ogni dire si diffonde rapidamente, tanto da suscitare l'interesse di importanti dignitari di corte e perfino dell'imperatore, che chiedono la sua mano ricevendo però un suo fermo rifiuto.
Principessa si sente però sempre più fuori posto in quella vita artificiosa dell'alta società e quando finalmente si rende conto della natura soprannaturale delle sue origini e che presto dovrà ritornare sulla Luna, luogo da dove proviene, comprende che forse avrebbe trovato la felicità terrena se fosse rimasta al villaggio a fianco del suo "fratellone" Sutemaru, che solo ora capisce quanto fosse importante per lei. Ormai però è troppo tardi e una notte arriva la corte celeste dalla Luna per riportare Principessa al suo luogo d'origine. I due anziani piangono disperati per la sua partenza, consapevoli di avere frainteso tutto e di essere i responsabili della sua sofferenza, chiedendole infine perdono per ciò che hanno fatto.
Prima di partire passerà da Sutemaru, che si è sposato ed è diventato padre, anche se il suo cuore appartiene ancora a lei. Appena la vede, i due si allontanano insieme volando spensierati e ripensando ai giorni felici insieme, dimenticando per un attimo tutto il resto, ma il tempo di partire non tarda. Secondo quanto dice il popolo della Luna, lei non ricorderà più nulla della sua esperienza sulla Terra, anche se la sua vita futura sarà probabilmente segnata da una inspiegabile vena di nostalgia. Mentre il carro celeste si allontana dal pianeta, Principessa volta il capo e guarda il mondo umano con aria triste.

## Produzione
Isao Takahata cominciò ad occuparsi del film nel 2005. Inizialmente avrebbe voluto fare la trasposizione di Heike monogatari, attratto dalla visione della vita e della morte del giapponese nel passato. Tuttavia l'animatore Osamu Tanabe non volle disegnare le scene di massacro presenti nel racconto preferendo i bambini e i neonati, nonostante Takahata cercasse di persuaderlo. Toshio Suzuki, all'epoca presidente dello Studio Ghibli, propose Taketori monogatari al regista, considerato il fatto che la principessa Kaguya all'inizio è una neonata che viene trovata in un bambù.
Il 4 giugno 2007 Toshio Suzuki all'interno del programma Getsuyoru! (ゲツヨル!?) della Nippon Television per la prima volta affermò pubblicamente che Isao Takahata stava lavorando su un nuovo film. Il 1º febbraio 2008 in una conferenza stampa lo Studio Ghibli disse che erano in programma due opere, una di Isao Takahata e una di Goro Miyazaki, e che sarebbero state distribuite entrambe dopo l'uscita di Ponyo sulla scogliera (luglio 2008). Il 2 marzo 2008 Toshio Suzuki nel programma radiofonico Ghibli Asemamire (ジブリ汗まみれ?) della Tokyo FM disse che avrebbero basato il film «su una ninna nanna giapponese» e il 6 agosto 2009 al Festival del film Locarno Isao Takahata diede un titolo alla ninna nanna annunciata affermando che il suo film si sarebbe basato sul racconto popolare Taketori monogatari.
Gli storyboard furono completati intorno al 20 dicembre 2010. Il 15 novembre 2011 lo Studio Ghibli cominciò ad assumere animatori (che avrebbero lavorato a partire dal 16 gennaio 2012) e assistenti alla regia (per il 16 febbraio).
Il film fu annunciato ufficialmente il 13 dicembre 2012 assieme a Si alza il vento in una conferenza stampa. Furono presentate le prime locandine giapponesi con "estate 2013" (2013年《夏》?) come data di uscita nelle sale per entrambe.
La produzione è durata complessivamente 8 anni e sono stati spesi circa 5 miliardi di yen (quasi 36 milioni di euro).

## Colonna sonora
Il 13 marzo 2012 nella libreria Daikanyama Tsutaya di Tokyo Toshio Suzuki chiese a Ryūichi Sakamoto di collaborare per la musica del film di Takahata. Il 6 novembre fu reso pubblico che Shin'ichirō Ikebe era stato assunto per comporre le musiche del film. Il 7 febbraio 2013, tuttavia, il nome di Shin'ichirō Ikebe sulla locandina fu sostituito con quello di Joe Hisaishi.
Il CD contenente le tracce della colonna sonora composte da Joe Hisaishi è stato messo in vendita il 20 novembre 2013 distribuito dalla Tokuma Japan Communication.
1. Hajimari (はじまり?) – 0:54
2. Hikari (光り?) – 0:22
3. Chiisaki Hime (小さき姫?) – 1:15
4. Ikiru Yorokobi (生きる喜び?) – 1:01
5. Mebae (芽生え?) – 2:20
6. Takenoko (タケノコ?) – 2:06
7. Inochi (生命?) – 1:00
8. Yamasato (山里?) – 1:54
9. Koromo (衣?) – 0:34
10. Tabidachi (旅立ち?) – 1:20
11. Aki no Minori (秋の実り?) – 0:39
12. Nayotake (なよたけ?) – 1:23
13. Tenarai (手習い?) – 0:48
14. Inochi no Niwa (生命の庭?) – 0:25
15. Utage (宴?) – 1:23
16. Zetsubou (絶望?) – 1:07
17. Haru no Meguri (春のめぐり?) – 1:03
18. Utsukushiki Koto no Shirabe (美しき琴の調べ?) – 0:35
19. Haru no Waltz (春のワルツ?) – 2:02
20. Sato e no Omoi (里への想い?) – 1:36
21. Kouki na Okata no Rhapsody (高貴なお方の狂騒曲?) – 1:29
22. Magokoro (真心?) – 1:29
23. Higurashi no Yoru (蜩の夜?) – 1:12
24. Tsuki no Fushigi (月の不思議?) – 0:49
25. Kanashimi (悲しみ?) – 1:01
26. Sadame (運命?) – 1:18
27. Tsuki no Miyako (月の都?) – 0:29
28. Kikyou (帰郷?) – 1:20
29. Hishou (飛翔?) – 4:26
30. Tenjin no Ongaku I (天人の音楽I?) – 2:29
31. Wakare (別離?) – 1:07
32. Tenjin no Ongaku II (天人の音楽II?) – 0:58
33. Tsuki (月?) – 1:49
34. Inochi no Kioku (いのちの記憶?) – 5:42
35. Koto no Shirabe (琴の調べ?) – 0:57
36. Warabe Uta (わらべ唄?) – 0:49
37. Tennyo (天女の歌?) – 1:34

Durata totale: 52:45
Kazumi Nikaidō ha composto il tema principale del film, Inochi no kioku (いのちの記憶? lett. "Memoria della vita"), uscito in un CD da due tracce (normale e karaoke) il 24 luglio distribuito dalla Yamaha Music Communication.
1. Inochi no kioku (いのちの記憶?) – 5:44
2. Inochi no kioku - Orijinaru karaoke (いのちの記憶 - オリジナル・カラオケ?) – 5:40

Durata totale: 11:24
Il 20 novembre è stato distribuito un ulteriore disco di Kazumi Nikaidō contenente musiche di altri film dello Studio Ghibli.

## Promozione
Il 2 novembre 2012 la Toho registrò il dominio "kaguyahime-monogatari.jp" assieme a quello per Kaze tachinu di Hayao Miyazaki. La prima locandina fu mostrata nel giorno dell'annuncio ufficiale del film, il 13 dicembre 2012: consiste in un paio di mani al cui interno è presente la principessa protagonista, sullo sfondo dei bambù e un uomo che ne sta tagliando uno. Contemporaneamente furono inaugurati i siti ufficiali dei due film. La tagline scritta sul poster fu "Il perpetrato delitto e la pena di una principessa." (姫の犯した罪と罰。?, Hime no okashita tsumi to batsu.)
Il 10 luglio 2013, all'interno di uno speciale del programma televisivo 1 oku-nin no dai-shitsumon!? Waratte Koraete! (１億人の大質問！？笑ってコラえて！?), fu mostrato il primo teaser trailer. Il 14 agosto sono state mostrate alcune immagini durante lo speciale televisivo della NHK Minna wo tsunagu mahou no melody (みんなをつなぐ魔法のメロディー?), ad introduzione della canzone principale del film. Il 17 settembre, in occasione dell'annuncio della partecipazione di Aki Asakura come doppiatrice principale, fu presentata una nuova locandina raffigurante la principessa distesa per terra e illuminata dalla Luna piena. Dal 18 settembre al 2 ottobre l'account Twitter internazionale dello Studio Ghibli pubblicò 11 immagini promozionali. Qualche settimana dopo fu anche presentata una nuova locandina raffigurante la principessa intenta a raccogliere dei petali di fiori di pesco.
Il 7 novembre è stato trasmesso un trailer da 3 minuti durante il programma every della NTV. A partire dal 16 novembre in 344 cinema giapponesi sono stati distribuiti gratuitamente un milione di DVD e Blu-Ray contenenti un prologo del film della durata di 6 minuti.
Il 18 agosto 2014 è stato pubblicato online il primo trailer americano. Il 9 ottobre quello italiano insieme alla locandina.

## Distribuzione
Kaguya-hime no monogatari avrebbe dovuto essere distribuito contemporaneamente a Si alza il vento, altro film dello Studio Ghibli diretto da Hayao Miyazaki, così come era avvenuto esattamente 25 anni prima con l'uscita contemporanea dei film Una tomba per le lucciole e Il mio vicino Totoro. Ritardi nell'ultimazione dello storyboard hanno però reso necessario posticipare l'uscita nelle sale del film all'autunno 2013. La data di uscita definitiva fu fissata al 23 novembre.
È stato proiettato al Festival International du Film d'Animation d'Annecy il 9 giugno, durante il Festival di Cannes 2014 nella sezione Quinzaine des Réalisateurs, al Sydney Film Festival il 14 e 15 giugno e al Toronto International Film Festival il 5 settembre.
In Nord America il film è stato distribuito dalla GKids dal 17 ottobre 2014. In Italia la Lucky Red Distribuzione lo ha distribuito nei cinema il 3, 4 e 5 novembre 2014 e in anteprima a Lucca Comics & Games il 2 novembre 2014.

## Accoglienza

### Incassi
Nei primi due giorni di proiezione Kaguya-hime no monogatari ha guadagnato 284 milioni di yen. Il 2 febbraio ha chiuso al botteghino con più di 2,3 miliardi di yen (circa 22,6 milioni di dollari).

### Critica
Sul sito Rotten Tomatoes il film ha ricevuto il 100% di "freschezza", basata su 58 recensioni, diventando così la seconda opera di Takahata ad avere questo punteggio massimo (la prima è Pioggia di ricordi).

## Riconoscimenti
- 2013 - Blue Ribbon Award
  - Candidatura per Miglior film
  - Candidatura per Miglior regia a Isao Takahata
- 2013 - Mainichi Film Award[52]
  - Miglior film d'animazione
- 2014 - Awards of the Japanese Academy[53]
  - Candidatura per Miglior film d'animazione
  - Candidatura per Miglior colonna sonora a Joe Hisaishi
- 2014 - Kinema Junpo Award
  - Candidatura per Miglior film
- 2014 - Fantastic Fest Award[54]
  - Premio del pubblico

- 2014 - Boston Society of Film Critics[55]
  - Miglior film d'animazione
- 2014 - Los Angeles Film Critics Association (LAFCA)[56]
  - Miglior film d'animazione
- 2015 - Annie Award[57]
  - Candidatura per Miglior film d'animazione
  - Candidatura per Miglior regia in un film d'animazione a Isao Takahata
  - Candidatura per Miglior colonna sonora in un film d'animazione a Joe Hisaishi
- 2015 - Premio Oscar[58]
  - Candidatura per Miglior film d'animazione